# Diocesi di Ngozi
La diocesi di Ngozi (in latino: Dioecesis Ngoziensis) è una sede della Chiesa cattolica in Burundi suffraganea dell'arcidiocesi di Gitega. Nel 2021 contava 1.207.412 battezzati su 1.683.348 abitanti. È retta dal vescovo Georges Bizimana.

## Territorio
La diocesi comprende le province di Ngozi e Kayanza in Burundi.
Sede vescovile è la città di Ngozi, dove si trova la cattedrale di Nostra Signora di Fatima.
Il territorio si estende su 2.707 km² ed è suddiviso in 29 parrocchie.

## Storia
Il vicariato apostolico fu eretto il 14 luglio 1949 con la bolla Nimio patentes di papa Pio XII, ricavandone il territorio dal vicariato apostolico di Urundi (oggi arcidiocesi di Gitega).
L'11 giugno 1959 cedette una porzione del suo territorio a vantaggio dell'erezione del vicariato apostolico di Usumbura (oggi arcidiocesi di Bujumbura).
Il 10 novembre dello stesso anno il vicariato apostolico è stato elevato a diocesi con la bolla Cum parvulum di papa Giovanni XXIII.
Il 5 settembre 1968 ha ceduto un'altra porzione di territorio a vantaggio dell'erezione della diocesi di Muyinga.

## Cronotassi dei vescovi
Si omettono i periodi di sede vacante non superiori ai 2 anni o non storicamente accertati.
- Joseph Martin, M.Afr. † (14 luglio 1949 - 6 giugno 1961 nominato vescovo di Bururi)
- André Makarakiza, M.Afr. † (21 agosto 1961 - 5 settembre 1968 nominato arcivescovo di Gitega)
- Stanislas Kaburungu (5 settembre 1968 - 14 dicembre 2002 dimesso)
- Gervais Banshimiyubusa (14 dicembre 2002 succeduto - 24 marzo 2018 nominato arcivescovo di Bujumbura)
- Georges Bizimana, dal 17 dicembre 2019

## Statistiche
La diocesi nel 2021 su una popolazione di 1.683.348 persone contava 1.207.412 battezzati, corrispondenti al 71,7% del totale.
| anno | popolazione | popolazione | popolazione | presbiteri | presbiteri | presbiteri | presbiteri                | diaconi | religiosi | religiosi | parrocchie |
| anno | battezzati  | totale      | %           | numero     | secolari   | regolari   | battezzati per presbitero | diaconi | uomini    | donne     | parrocchie |
| ---- | ----------- | ----------- | ----------- | ---------- | ---------- | ---------- | ------------------------- | ------- | --------- | --------- | ---------- |
| 1950 | 249.742     | 694.005     | 36,0        | 53         | 6          | 47         | 4.712                     |         |           | 39        | 13         |
| 1969 | 452.022     | 603.538     | 74,9        | 71         | 34         | 37         | 6.366                     |         | 57        | 100       | 15         |
| 1980 | 567.312     | 812.600     | 69,8        | 52         | 36         | 16         | 10.909                    |         | 42        | 114       | 17         |
| 1988 | 675.566     | 858.368     | 78,7        | 31         | 25         | 6          | 21.792                    |         | 15        | 85        | 17         |
| 1998 | 700.000     | 920.000     | 76,1        | 49         | 38         | 11         | 14.285                    |         | 24        | 136       | 17         |
| 2001 | 790.000     | 1.039.078   | 76,0        | 41         | 31         | 10         | 19.268                    |         | 28        | 138       | 18         |
| 2003 | 937.373     | 1.109.094   | 84,5        | 58         | 43         | 15         | 16.161                    |         | 46        | 199       | 18         |
| 2013 | 992.897     | 1.287.273   | 77,1        | 67         | 57         | 10         | 14.819                    |         | 28        | 245       | 24         |
| 2016 | 1.098.047   | 1.369.548   | 80,2        | 82         | 71         | 11         | 13.390                    |         | 30        | 222       | 26         |
| 2019 | 1.214.329   | 1.553.274   | 78,2        | 104        | 90         | 14         | 11.676                    |         | 39        | 242       | 27         |
| 2021 | 1.207.412   | 1.683.348   | 71,7        | 106        | 96         | 10         | 11.390                    |         | 23        | 330       | 29         |